# ツーショットダイヤル
ツーショットダイヤル (和製英語:Two-Shot Dial)とはダイヤルQ2、一般の公衆回線、国際電話回線を利用した男性有料・女性無料の双方向会話サービス。